# James Butts (arquero)
James Butts (27 de septiembre de 1968) es un deportista estadounidense que compitió en tiro con arco, en la modalidad de arco compuesto. Ganó cinco medallas en el Campeonato Mundial de Tiro con Arco en Sala entre los años 1999 y 2012.

## Palmarés internacional
| Campeonato Mundial en Sala | Campeonato Mundial en Sala | Campeonato Mundial en Sala | Campeonato Mundial en Sala |
| Año                        | Lugar                      | Medalla                    | Prueba                     |
| -------------------------- | -------------------------- | -------------------------- | -------------------------- |
| 1999                       | La Habana (Cuba)           | Medalla de oro             | Individual                 |
| 1999                       | La Habana (Cuba)           | Medalla de oro             | Equipo                     |
| 2001                       | Florencia (Italia)         | Medalla de plata           | Equipo                     |
| 2012                       | Las Vegas (Estados Unidos) | Medalla de oro             | Equipo                     |
| 2012                       | Las Vegas (Estados Unidos) | Medalla de plata           | Individual                 |